# Distretto di Hongqi
Il distretto di Hongqi (红旗区S, Hóngqí QūP) è un distretto della Cina, situato nella provincia di Henan e amministrato dalla prefettura di Xinxiang.